# Coris picta
Coris picta (лат.) — вид морских лучепёрых рыб из семейства губановых (Labridae). Распространён у восточного побережья Австралии и северо-восточной Новой Зеландии на глубине от 5 до 55 метров, на песчано-галечный районах рифов. Его длина составляет от 10 до 25 сантиметров. Эти рыбы могут продаваться в качестве питомцев для морских аквариумов.
Coris picta имеет длинное белое тело с широкой черной полосой от рта через глаза вдоль тела до конца хвоста. Нижний край полосы волнистый. Часть полосы на хвостовом плавнике становится желтой во время сезона размножения. Есть также тонкая красная полоса вдоль верхней части тела от рта, вдоль основания спинного плавника и по всей его длине.
Часто выступают как чистильщики, объедая паразитов с более крупных рыб, и некоторые особи таким образом получают большую часть своей пищи. Остальная часть их рациона состоит из мелких ракообразных.